# Cintegabelle
Cintegabelle is een gemeente in het Franse departement Haute-Garonne (regio Occitanie). De plaats maakt deel uit van het arrondissement Muret. In de gemeente ligt spoorwegstation Cintegabelle. Cintegabelle telde op 1 januari 2022 2.994 inwoners.

## Geografie
De oppervlakte van Cintegabelle bedroeg op 1 januari 2022 52,92 vierkante kilometer; de bevolkingsdichtheid was toen 56,6 inwoners per km².

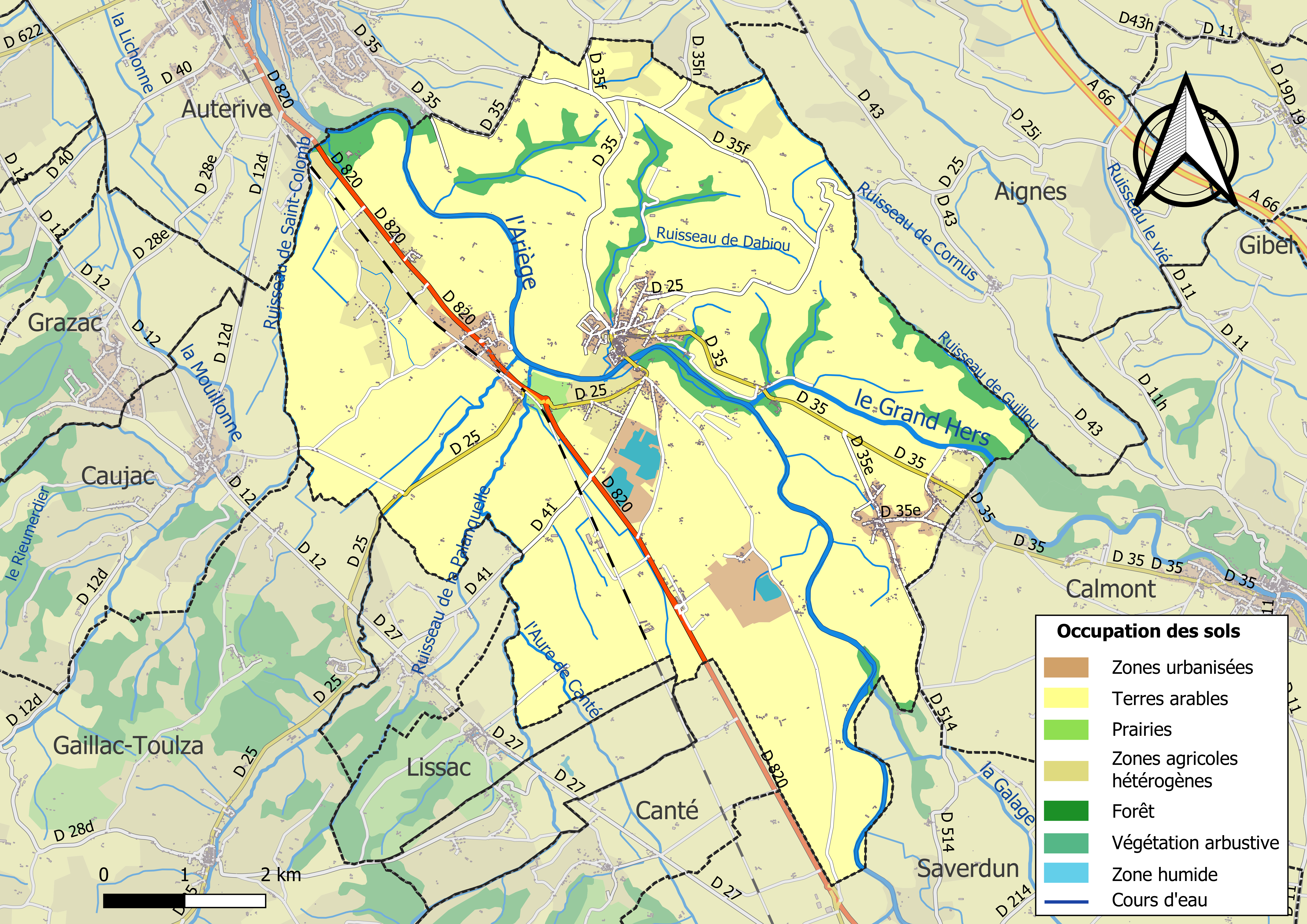
Kaart van de gemeente met belangrijkste infrastructuur, bodemgebruik en omliggende gemeenten

## Demografie
Onderstaande figuur toont het verloop van het inwonertal (bron: INSEE-tellingen).

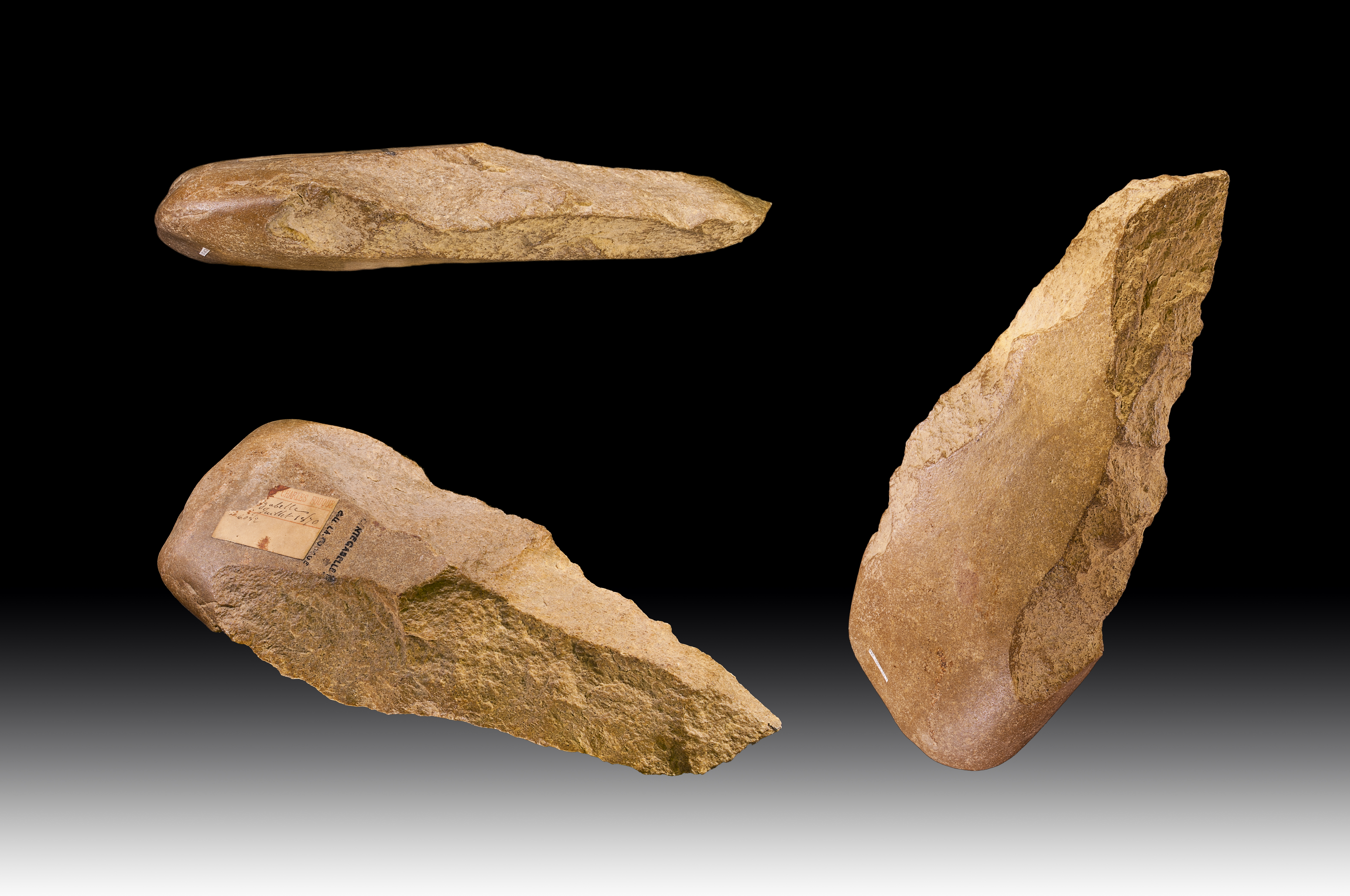
Vuistbijl Cintegabelle - Muséum de Toulouse